# Парлін (Журомінський повіт)
Парлін (пол. Parlin) — село в Польщі, у гміні Лютоцин Журомінського повіту Мазовецького воєводства.
Населення — 93 особи (2011).
У 1975-1998 роках село належало до Цехановського воєводства.

## Демографія
Демографічна структура станом на 31 березня 2011 року:
|          | Загалом | Допрацездатний вік | Працездатний вік | Постпрацездатний вік |
| -------- | ------- | ------------------ | ---------------- | -------------------- |
| Чоловіки | 49      | 11                 | 29               | 9                    |
| Жінки    | 44      | 9                  | 22               | 13                   |
| Разом    | 93      | 20                 | 51               | 22                   |